# HD 161693
Désignations
HD 161693, aussi désignée HR 6618 et officiellement nommée Alruba, est une étoile de la constellation circumpolaire boréale du Dragon. D'après les mesures de parallaxe obtenues lors de la mission Gaia, elle se situe à environ 457 années-lumière (140 parsecs) du Soleil. 

## Nomenclature
HD 161693 est l'entrée de l'étoile dans le catalogue Henry Draper et HR 6618 celle dans le Bright Star Catalogue. 
Elle porte le nom traditionnel arabe الربع Al Rubaʽ , « le chamelon » (spécifiquement un jeune chameau né au printemps), membre de l'astérisme des Chamelles de l'astronomie arabe ancienne,. 
En 2016, l'Union astronomique internationale (UAI) a organisé un groupe de travail sur les noms d'étoiles afin de répertorier et de normaliser les noms propres pour les étoiles. Le groupe de travail a approuvé le nom Alruba pour cette étoile le 1er juin 2018 et il est désormais inscrit sur la liste des noms d'étoiles approuvés par l'UAI. 

## Propriétés
Cette étoile est une étoile blanche de la séquence principale de type spectral A0V.